# Bassariscus
Bassariscus Coues, 1887 è un genere della famiglia dei Procionidi.

## Descrizione
Le specie del genere Bassariscus misurano 61,5–100 cm (dei quali 31-53 sono costituiti dalla coda) e pesano 870-1300 g. Sono caratterizzate dal capo appiattito, il muso piuttosto lungo e appuntito, le orecchie grandi e sottili, con padiglioni auricolari bene sviluppati, e il corpo slanciato, sostenuto da arti brevi con il calcagno rivestito di pelo. I bassarischi sono animali digitigradi dal mantello morbido e abbastanza lungo, di colore variabile tra il castano e il bruno sulla parte superiore del corpo, che presenta delle sfumature di varia intensità a causa delle punte scure delle setole, e biancastro o bruno-biancastro nella regione addominale. La lanugine tra le setole ha una tinta plumbea, mentre il capo e la coda sono ornati da vistosi disegni. Vi sono in primo luogo delle macchie biancastre sulle labbra, sulle guance e sulle sopracciglia, piccole macchie scure ai lati del muso e dinanzi alla base delle orecchie, e un'ampia zona nera nella regione nasale. Il disegno della coda, lunga e folta, è costituito invece da anelli alternati bianchi e neri o bruni, in numero compreso tra 7 e 9 (includendo l'estremità della coda stessa) e aperti nella parte inferiore: questa caratteristica ha fatto attribuire in America a tali animali il nome di Ring-tailed Cats («gatti dalla coda anellata»). Poiché le specie attuali non presentano quasi differenze rispetto a quelle del Cenozoico superiore, possiamo considerare questi Procionidi dei veri e propri «fossili viventi»: tra i caratteri primitivi che si riscontrano nella loro costituzione anatomica dobbiamo ricordare in primo luogo quelli relativi alla dentatura, costruita ancora secondo il «modello» originario dei Carnivori.

## Specie
Il genere Bassariscus comprende 2 specie:
- Bassarisco del Nordamerica - Bassariscus astutus (Lichtenstein, 1830)
- Bassarisco del Centroamerica - Bassariscus sumichrasti (Saussure, 1860)

Quest'ultimo differisce esteriormente dalla specie nordamericana per il colore più caldo del mantello bruno, per la tinta nerastra del muso e dei piedi, per la forma lievemente appuntita delle orecchie e per il fatto che gli anelli della coda hanno contorni sempre meno distinti man mano che si procede dalla radice verso la punta. Tra i caratteri che permettono di distinguere le due specie ricordiamo ancora gli artigli, che nel bassarisco del Nordamerica sono parzialmente retrattili, e la presenza di peli sul secondo e quinto dito posteriore, di cui si vedono solo le estremità tattili, sempre nella specie nordamericana. Piccole differenze esistono anche nella struttura dei denti.

## Ecologia

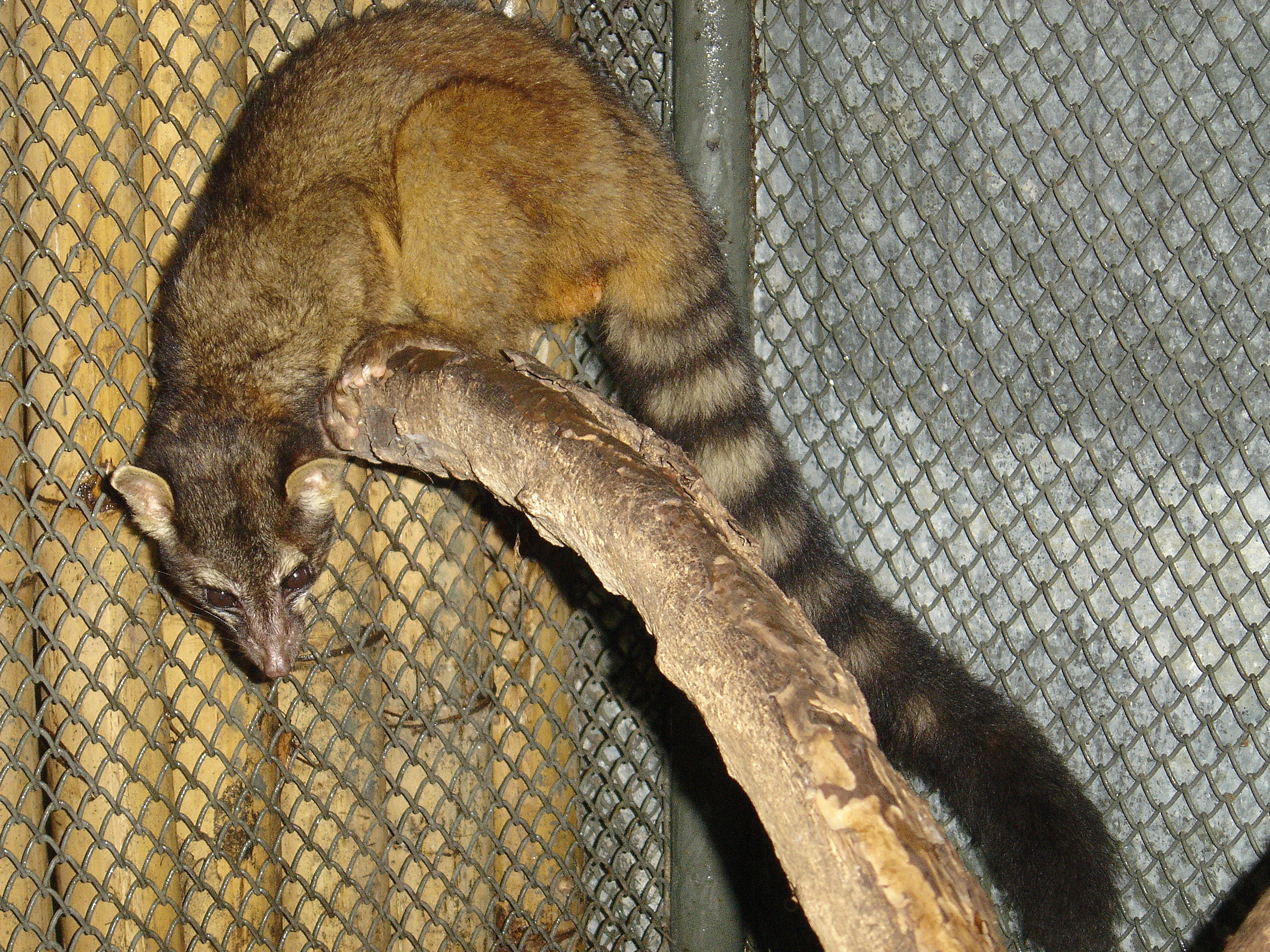
Bassarisco del Centroamerica.

Il territorio di diffusione del bassarisco del Nordamerica interessa l'Oregon meridionale, gli Stati Uniti sud-occidentali e la Bassa California, fino agli Stati messicani di Guerrero, Veracruz e Oaxaca; in tale zona si sovrappone a quello del bassarisco del Centroamerica, che si estende dal Messico meridionale fino alle regioni occidentali del Panama. La prima specie è diffusa in ambienti semiaridi e si spinge fino all'altitudine di 3300 m; preferisce gli altipiani rocciosi con grandi alberi o gruppi di alberi sparsi, con folto sottobosco e con pendici scosese ricoperte di cespugli di ginepro o altre piante sempreverdi di basso fusto. Il bassarisco del Centroamerica, invece, vive di preferenza nei boschi umidi e folti, e trascorre gran parte della sua vita sugli alberi. Entrambi si nutrono di mammiferi di modeste dimensioni, di piccoli uccelli e uova, di artropodi e rettili ed eccezionalmente uccidono anche volatili domestici che pernottano sugli alberi. La composizione del cibo di natura vegetale varia a seconda delle disponibilità stagionali e della latitudine, ma consiste in genere di bacche di ginepro, persimmon, prugne selvatiche, frutti di opunzia e saguaro, fichi selvatici, legumi e mais fresco. Analizzando il contenuto gastrico e intestinale di 265 esemplari catturati nel Texas, W. Taylor è giunto alla conclusione che le prede dei bassarischi sono costituite in prevalenza da animali omeotermi in inverno e primavera, e da insetti in estate e autunno, mentre i vegetali costituiscono appena il 16-25% dell'alimentazione complessiva.

## Biologia

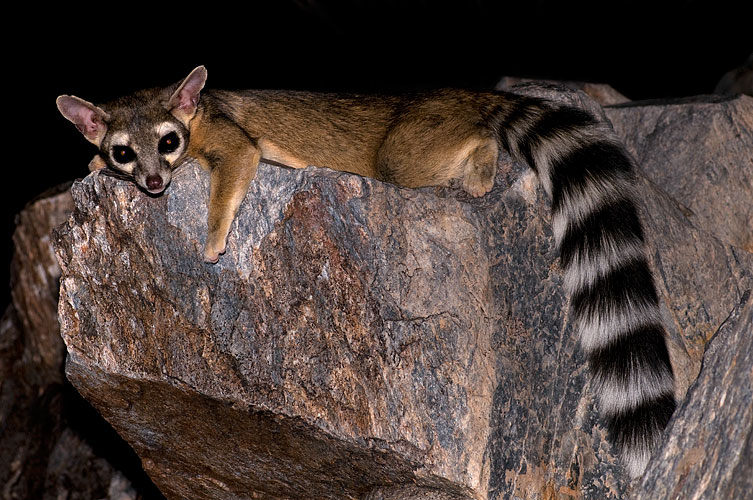
Un bassarisco del Nordamerica a Phoenix, Arizona.

Ernest Thompson Seton, acuto osservatore della fauna americana, ha messo in evidenza che un bassarisco sceglie il proprio rifugio in base a fattori ben precisi; è importante, ad esempio, che sorga in posizione elevata, per cui vengono spesso impiegate a tale scopo cavità negli alberi o tra le rocce, situate all'altezza di circa 4 m. È anche opportuno che la cavità interna sia stretta, e che a essa si acceda solo mediante un angusto passaggio, onde evitare incursioni da parte dei nemici. Nelle immediate vicinanze della tana vi deve essere inoltre una fitta vegetazione, costituita possibilmente da cespugli spinosi, in modo da rendere il rifugio ancor meno accessibile. Infine, devono esservi nelle vicinanze dei corsi d'acqua e una buona disponibilità di cibo. In queste cavità, di solito poco profonde e spesso rivestite di muschio, fogliame o erba, i bassarischi dormono sdraiati su un fianco (quando fa freddo raggomitolati su se stessi), con il capo nascosto tra le mani e premuto contro il petto; spesso inoltre tengono la coda avvolta attorno al corpo per proteggerlo maggiormente dai rigori del clima. Allorché invece la temperatura raggiunge dei valori elevati, preferiscono dormire supini, e di quando in quando prendono anche bagni di sole, trattenendosi sempre nelle immediate vicinanze del rifugio. Al loro risveglio cominciano a pulirsi e, stando allungati sul fondo della tana in una posizione simile a quella dei cani, si grattano con una delle zampe posteriori, esaminano con cura e leccano talune zone del mantello, e puliscono orecchie, guance e dorso del naso con l'ausilio degli arti anteriori, leccandoli di tanto in tanto con la lingua, in modo simile a quanto fanno i gatti. Come questi ultimi, inoltre, emettono sibili e brontolii minacciosi quando sono irritati o si predispongono alla difesa, arruffando contemporaneamente i peli della coda, il cui diametro giunge allora a superare quello del corpo; abitualmente tengono invece la coda allungata all'indietro, lievemente inclinata verso il basso, ma talvolta la ripiegano sul dorso come fanno gli scoiattoli. Con ogni probabilità questa è la causa del nome Cat-Squirrels («gatti scoiattolo»), con cui sono anche noti in America. Spesso accompagnano i loro gesti di minaccia con una sorta di latrato pressoché identico al grido degli urocioni, mentre quando si sentono in grave pericolo, durante le loro lotte o se vengono afferrati, emettono un grido alto e stridulo, secernendo contemporaneamente dalle ghiandole anali una sostanza maleodorante: per tale motivo vengono anche chiamati in talune zone Civet Cats («gatti zibetto»), ma tale nome è motivo di equivoci.

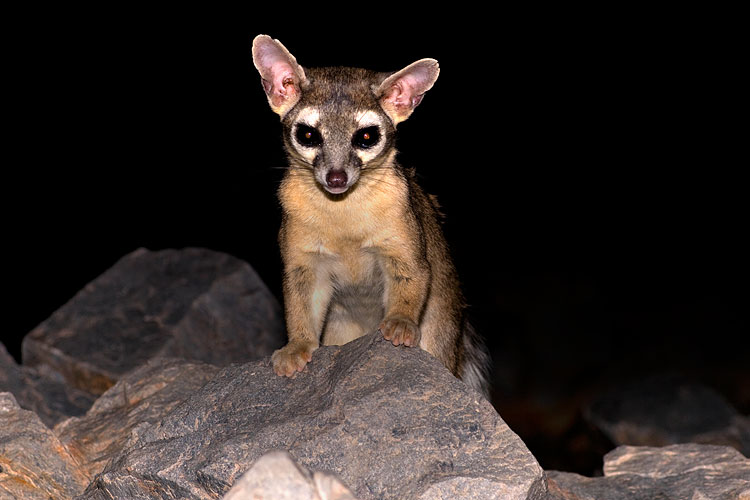
Un bassarisco del Nordamerica a Phoenix, Arizona.

Il bassarisco del Nordamerica colpisce l'osservatore per il notevole adattamento alla vita in territori rocciosi, rilevabile soprattutto quando si muove su strettissime creste di roccia ruotando su se stesso con estrema agilità: tenendosi aggrappato con le zampe anteriori sposta a piccoli passi i piedi lungo la parete rocciosa, compiendo con il corpo una rotazione di circa 180°. Servendosi dei propri aguzzi artigli è inoltre in grado di salire agilmente e con rapidità lungo tronchi e pareti rocciose levigate, e di lasciarsi penzolare a testa in giù, tenendosi saldamente aggrappato a un ramo con gli arti posteriori. Quando ha individuato una preda, il bassarisco non si getta al suo inseguimento, ma le si avvicina furtivo e, dopo averla raggiunta con un balzo, la comprime contro il terreno con le zampe anteriori, azzannandola mortalmente al capo; comincia poi a mangiarla partendo da tale punto. Questi Procionidi si abituano talvolta con sorprendente rapidità alla presenza dell'uomo, per cui non di rado cercano rifugio in solai e fienili; nei parchi naturali della California settentrionale si spingono nei campeggi, impadronendosi dei rifiuti e delle provviste dei turisti. In passato, i bassarischi furono sovente allevati nelle antiche miniere del West, al fine di combattere i roditori, e ciò diede origine al quarto nome popolare attribuito a questi Procionidi, che furono chiamati infatti Miner's Cats («gatti dei minatori»).

## Riproduzione
I bassarischi sono animali stanziali e vivono abitualmente isolati; si riuniscono a coppie solo all'epoca della riproduzione. Nelle regioni californiane la loro densità di popolazione è di circa un animale per 8 km², mentre sull'Edwards Plateau (Texas) è stata valutata in 10 individui per 1,5 km². Il territorio personale e di caccia, che circonda la tana e viene difeso dagli intrusi, ha una superficie massima di 3,2 km² (ma è notevolmente inferiore nella maggioranza dei casi): per delimitarlo nettamente e per consentire ai compagni della specie di riconoscerne i confini, il bassarisco marca con urina sassi, rami o altri punti caratteristici, lasciando in tal modo dei marchi odorosi che hanno lo scopo di intimorire gli avversari e di adescare invece le femmine. Queste ultime (che hanno 4 ghiandole mammarie) dopo una gestazione di circa 60 giorni partoriscono da 2 a 4 piccoli che al momento della nascita pesano circa 28 g. I parti avvengono in maggio o giugno nel bassarisco del Nordamerica, in marzo o aprile nel bassarisco del Centroamerica. I piccoli, secondo quanto scrive D. W. Richardson, «hanno l'epidermide color crema ricoperta di una rada lanugine biancastra e pigmentata di scuro nella zona circostante il naso; una pigmentazione scura, indice del futuro disegno ad anelli, è visibile anche sulla pelle della coda, che è dapprima corta, carnosa e arrotolata su se stessa nel suo terzo distale; gli artigli, inoltre, non sono (ancora) retrattili. Anche dai piccoli, come dalla madre, emana un odore dolciastro che ricorda quello del muschio. Questi animaletti sono ciechi e inermi e non compiono altri movimenti oltre a strisciare maldestramente sul ventre; le loro orecchie si aprono al ventinovesimo giorno e gli occhi fra il trentunesimo e il trentaquattresimo. In tutto questo periodo essi lasciano udire quasi incessantemente un suono stridulo e metallico, che si interrompe solo quando sono immersi in un sonno profondo o succhiano il latte; circa due settimane dopo l'apertura degli occhi cominciano a emettere un suono diverso, che ricorda un borbottio soffocato. La madre trasporta i figli tenendoli con la bocca alle spalle, al capo o al ventre, mentre essi rimangono inerti». Quando i piccoli raggiungono l'età di quattro settimane la femmina comincia a portare loro alimenti solidi, e dopo un altro mese essi sono in grado di accompagnarla alla ricerca del cibo; lo svezzamento si completa al quarto mese, e all'inizio della stagione invernale la famiglia si scioglie.

## Conservazione
Oltre all'uomo, i bassarischi hanno pochissimi nemici naturali, e tra essi sono pericolosi soprattutto il gufo della Virginia e la lince rossa. Nello zoo di Tuxtla Gutiérrez (Messico), un bassarisco del Centroamerica è vissuto fino alla sorprendente età di 23 anni e 5 mesi, il che fa presumere che allo stato libero gli adulti vengano uccisi prematuramente dai nemici o da fattori sfavorevoli, ad esempio cattive condizioni climatiche, insufficiente disponibilità di cibo e malattie varie. Dal punto di vista economici questi Procionidi non hanno alcuna importanza, poiché il loro mantello è privo di valore e le loro carni non possono essere utilizzate a causa del forte odore che emanano; molto utili si rivelano invece nella lotta contro roditori e locuste, arrecando in tal modo dei vantaggi che compensano ampiamente i danni prodotti sporadicamente con l'uccisione del pollame domestico, di uccelli che covano sul terreno e di Passeriformi.